# Claude Baty
Pour les articles homonymes, voir Baty.
Claude Baty, né le 24 octobre 1947 à Matha (Charente-Maritime), est un pasteur chrétien  évangélique non confessionnel, de l’Union des Églises évangéliques libres de France.

## Biographie
Il obtient un master en théologie à la Faculté libre de théologie évangélique de Vaux-sur-Seine en 1971. 

### Ministère
Il part de 1972 à 1975 au Congo-Brazzaville puis en Suède, comme aumônier et enseignant
. À son retour en France, il devient pasteur de l’Union des Églises évangéliques libres. Il exercera à Orthez de 1975 à 1986, puis à Paris jusqu'en 2007 au temple de Paris Alésia dans le 14e.
Il préside la commission synodale de l’Union des Églises évangéliques libres de France de 1983 à 1999 et est l'initiateur du retour de ces églises au sein de la Fédération protestante de France.
Il est président de l’Alliance biblique française en 1997 et président de la Commission biblique de la Fédération protestante de France en 2000.
Après avoir été membre du bureau de la Fédération protestante de France de 2003 à 2007 et président de la Fédération protestante région Île-de-France de 2004 à fin mars 2007, il succède le 1er juillet 2007 à Jean-Arnold de Clermont comme président de la Fédération protestante de France. Il quitte ses fonctions au terme de son mandat, le 1er octobre 2013, remplacé par François Clavairoly, pasteur de l'Église protestante unie de France,.
Claude Baty est membre du comité d'honneur de l'Observatoire du patrimoine religieux, une association multiconfessionnelle qui œuvre à la préservation et au rayonnement du patrimoine cultuel français.